# Oliver Howard
Oliver Otis Howard (8 de novembre del 1830 - 26 d'octubre de 1909) va ser un militar de l'Exèrcit dels Estats Units d'Amèrica, durant la Guerra Civil dels Estats Units. Oliver Howard va ser el comandant d'un batalló que va patir moltes baixes a les batalles de Chancellorsville i a Gettysburg. Després de la guerra civil, va marxar amb les seves tropes cap a l'oest del país, on va conduir una campanya famosa contra la tribu dels nez percé.
Va ser instrumental en la fundació de la Universitat de Howard a Washington DC.

## Primers anys
Oliver Howard va néixer a Leeds, Maine. Era fill de Rowland Bailey Howard i d'Eliza Otis Howard. Rowland, un agricultor, va morir quan Oliver tenia 9 anys.
Oliver Howard va estudiar a la Monmouth Academy, de Monmouth, a la North Yarmouth Academy, de Yarmouth, a la Kents Hill School, de Readfield, i finalment es va graduar al Bowdoin College el 1850, a l'edat de 19 anys. Va ingressar a l'Acadèmia Militar dels Estats Units i es va graduar el 1854 (quart de la seva promoció de 46 cadets) com a segon tinent d'artilleria. Va servir a l'Arsenal Watervliet prop de Troy, Nova York, i va ser comandant temporal de l'Arsenal Kennebec a Augusta, Maine.
El 1855 es va casar amb Elizabeth Anne Waite, amb qui va tenir set fills. En 1857 va ser traslladat a Florida a causa de les Guerres Seminola. A Florida va experimentar una conversió al cristianisme evangèlic i va valorar renunciar a l'exèrcit per a fer-se pastor. Més endavant les seves conviccions religioses li van fer guanyar el sobrenom del "general cristià". El juliol de 1857 Howard va ascendir a tinent primer i va tornar al West Point el setembre d'aquell mateix any per convertir-se en instructor en matemàtiques.
Quan va esclatar la Guerra Civil, amb la rendició de Fort Sumter, va decidir deixar de banda la seva intenció de dedicar-se a la vida del ministeri religiós per a romandre al servei del seu país.

## Guerra Civil
Howard va ser nomenat coronel del tercer regiment d'infanteria de Maine i va comandar temporalment una brigada a la primera batalla de Bull Run. Va ser ascendit a general de brigada el 3 de setembre de 1861 i va rebre el comandament permanent de la seva brigada. Després es va unir a l'Exèrcit del Potomac del general George B. McClellan per participar en la Campanya de la Península.
L'1 de juny de 1862, mentre comandava una brigada de la Unió a Fair Oaks, Howard va ser ferit dues vegades al braç dret, que posteriorment va ser amputat (el 1893 va rebre la Medalla d'Honor pel seu heroisme a Fair Oaks.) El general de brigada Philip Kearny, que havia perdut el braç esquerre, va visitar a Howard i va bromejar dient-li que podrien comprar els guants junts. Howard es va recuperar amb la suficient rapidesa com per reincorporar-se a l'exèrcit per a la batalla d'Antietam, en la qual va ascendir al comandament d'una divisió del II Cos. El novembre de 1862 el van ascendir a general major i va assumir el comandament del XI Cos el mes d'abril següent, en substitució del general Franz Sigel. Com que el cos estava compost en gran part per immigrants alemanys, molts dels quals no parlaven anglès, els soldats no van acabar d'acceptar el seu nou comandant i van demanar obertament la reincorporació de Sigel.
A la batalla de Chancellorsville, Howard va patir el primer dels dos fracassos militars significatius que li van suposar el seu sobrenom d'Uh-Oh Howard. El 2 de maig de 1863, el seu cos es trobava al costat dret de la línia de la Unió, al nord-oest de la cruïlla de Chancellorsville. Robert E. Lee i el tinent general Thomas J. "Stonewall" Jackson van idear un pla audaç en el qual tot el cos de Jackson marxaria secretament al voltant del flanc de la Unió per atacar-lo. El general major Joseph Hooker, comandant de l'Exèrcit del Potomac, va avisar a Howard que el seu flanc estava "a l'aire", no ancorat per cap obstacle natural, com un riu, i que les forces confederades podrien estar movent-se en la seva direcció. Howard no va atendre l'avís i Jackson va poder atacar abans de la nit, trencant el XI Cos i provocant una greu interrupció dels plans de la Unió.

### Gettysburg

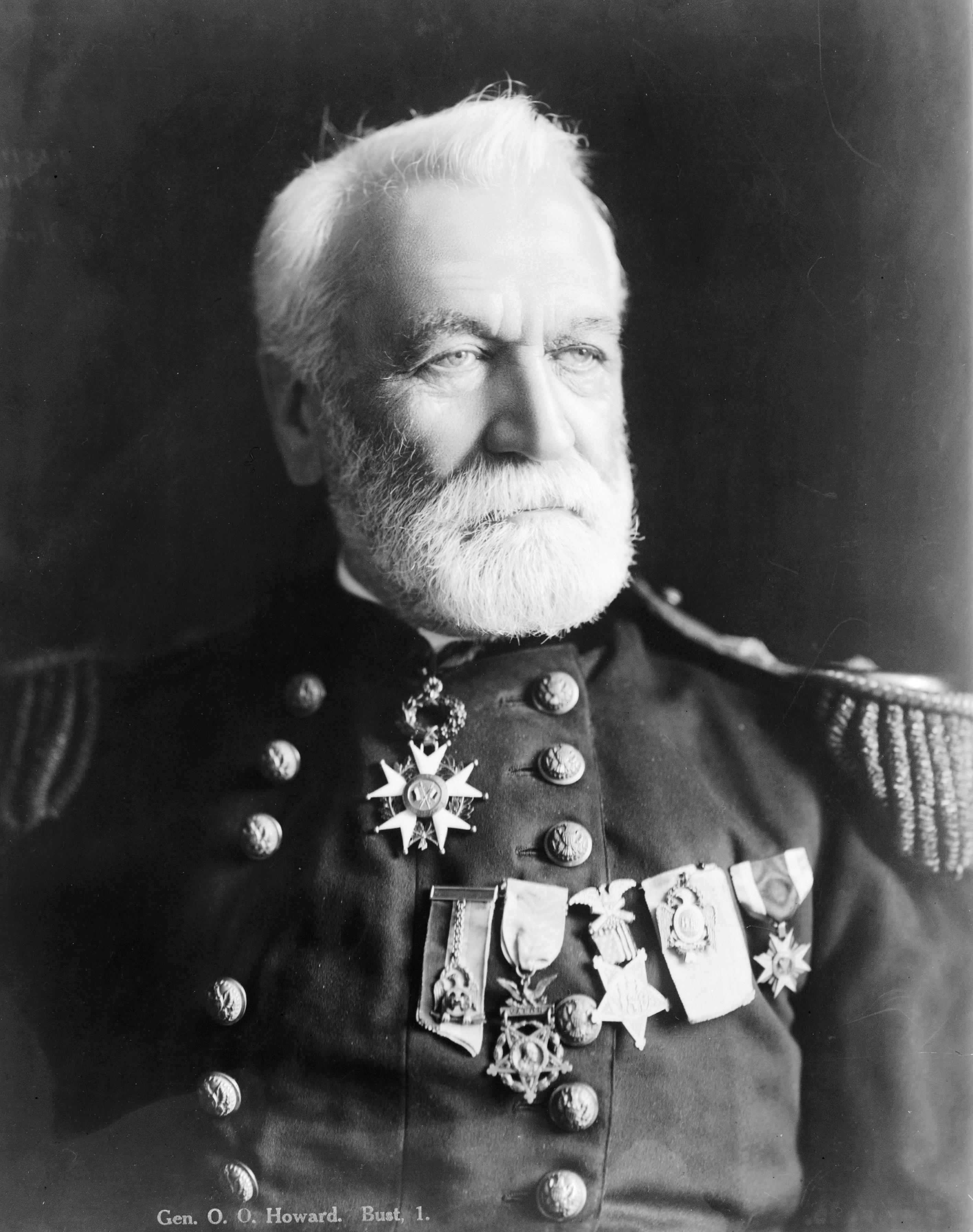
Oliver Otis Howard el 1908.

A la batalla de Gettysburg, el XI Cos, encara castigat per la seva humiliació del mes de maig, va arribar al lloc la tarda de l'1 de juliol de 1863. El mal posicionament de la línia defensiva d'una divisió subordinada de Howard, comandada pel general de brigada Francis C. Barlow, va fer que el cos confederat del tinent general Richard S. Ewell els passés per sobre i, una vegada més, el XI Cos es va ensorrar, obligant-lo a retirar-se pels carrers de Gettysburg i provocant que molt homes caïessin presoners.
Durant la resta de la batalla de tres dies, el cos va romandre a la defensiva al voltant de Cemetery Hill, resistint les agressions del general major Jubal Early del 2 de juliol i participant al marge de la defensa contra la càrrega de Pickett el 3 de juliol. El germà menor de Howard, el major Charles Henry Howard, hi va servir com a ajudant de campament.

### Teatre occidental
Howard i el XI Cos van ser traslladats a l'oest conjuntament amb el XII Cos del general Henry Slocum, per integrar-se a l'Exèrcit del Cumberland a Tennessee Novament el seu comandant va ser Fighting Joe Hooker. A la batalla de Chattanooga, el cos de Howard es va unir a l'assalt impulsiu que va capturar la cresta Missionary i va forçar la retirada del general Braxton Bragg. Al juliol de 1864, després de la mort del general major, James B. McPherson, Howard es va convertir en comandant de l'Exèrcit del Tennessee, va lluitar a la Campanya d'Atlanta i va dirigir l'ala dreta del general major William Tecumseh Sherman a la famosa Marxa de Sherman cap al mar, a través de Geòrgia i, després, a la Campanya de les Carolines. Sherman, com que havia promocionat a Howard per davant de John A. Logan per al comandament de l'Exèrcit del Tennessee després de la mort de McPherson, va demanar-li que permetés a Logan dirigir l'exèrcit a la Grand Review el maig del 1865 a Washington. Howard s'hi va mostrar d'acord quan Sherman li va apelar a la seva cavallerositat cristiana. Al final de la guerra, el general Sherman felicitaria Howard com a comandant del cos elogiant d'ell "la màxima habilitat, simpatia i precisió".

## Després de la Guerra Civil

### Oficina de refugiats
Des del maig de 1865 fins al juliol de 1874, el general Howard va ser comissari de l'Oficina de refugiats (tractava els afers dels refugiats, ex-esclaus i terres abandonades) on va tenir un paper important en l'àrea de reconstrucció i es va encarregar d'integrar als antics esclaus en la societat nord-americana. Howard va idear programes i directrius de gran abast, inclosos el benestar social en forma de racions, escoles, tribunals i atenció mèdica. Howard sovint es va enfrontar amb el president Andrew Johnson, que no compartia alguns aspectes de l'Oficina de Freedmen i, sobretot, perquè va intentar retornar el poder polític als blancs del sud. No obstant això, Howard va comptar amb el suport dels republicans radicals al Congrés. Quan els republicans radicals van guanyar el poder el 1867, van donar als negres el dret de votar al sud i van establir noves eleccions. L'oficina de Howard va resultar de gran ajuda per a la comunitat negra a organitzar-se políticament i, a causa d'això, es va convertir en un objectiu d'hostilitats partidistes.

### Ordres militars i afers indis
El 1872, acompanyat pel tinent primer Joseph Alton Sladen, que servia com a ajudant, van enviar-lo a Arizona per a negociar un tractat de pau amb Cochise, que es va signar finalment el 12 d'octubre de 1872.
El 1874 va acceptar el comandament del Departament del Colúmbia i va marxar cap a l'oest vers el Fort Vancouver del Territori de Washington, on va lluitar a les Guerres Índies, particularment contra els nez percé, amb la consegüent rendició del cap Joseph. Joseph el va acusar d'haver buscat la guerra quan va obligar els nez percé a anar a una reserva més petita sense avís previ, sense discussió i sense temps per preparar-se. Joseph va dir d'ell: "Si el general Howard m'hagués donat temps per recollir les meves coses i hagués tractat a Too-hool-hool-suit com cal tractar a una persona, no hi hauria hagut cap guerra".

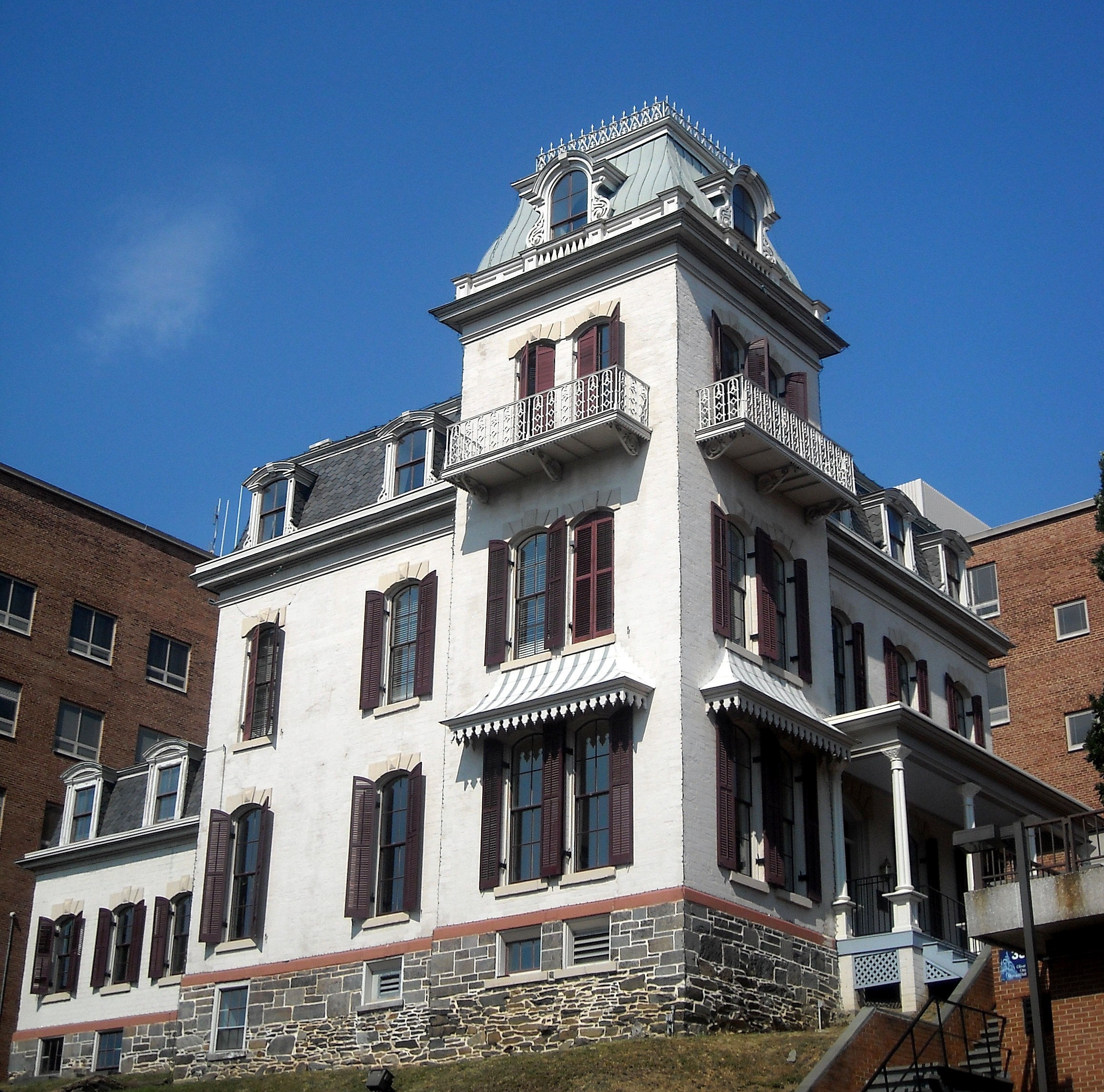
La casa d'Oliver Otis Howard, situada al campus de la Universitat Howard de Washington, DC, va ser declarada monument històric nacional el 1974.

Posteriorment, Howard va ser superintendent de l'Acadèmia Militar dels Estats Units a West Point els anys 1881-1882. Va servir com a comandant del Departament de la Platte entre 1882 i 1886 i a la Divisió Militar del Pacífic de 1886 a 1888. A partir de 1888, va servir com a comandant del Departament de l'Est (Divisió Militar de l'Atlàntic) a Fort Columbus a l'illa Governors, situada al port de Nova York, que controla els estats a l'est del riu Mississippi. Es va retirar de l'exèrcit dels Estats Units en aquesta destinació el 1894 amb el rang de general major.
El govern francès el va convertir en cavaller de la Legió d'Honor el 1884.

## Universitat de Howard
El general Oliver O. Howard també se'l recorda per haver tingut un paper important en la fundació de la Universitat de Howard, que va aprovar el Congrés el 1867. Es tractava d'una escola superior oberta a tots dos sexes i sense prejudicis racials. El 20 de novembre de 1866, deu membres de diversos grups socialment afectats de l'època es van reunir a Washington DC, per discutir els plans per a la creació d'un seminari teològic que formés pastors negres. Howard hi era present. Tot i així, els les intencions inicials es van superar amb la creació de l'Institut Normal i Teològic Howard per a l'educació dels predicadors i professors que comprenia l'estudi de diferents àrees del ministeri religiós. El 8 de gener de 1867, el patronat de l'institut va votar per canviar el nom de la institució pel d'Universitat de Howard. Howard va ser-ne el president des de 1869 a 1874.